# Anna Hedstrand
Anna Hedstrand, född 9 januari 1946 i Karlstad, död 13 juni 2018, var en svensk målare och grafiker. 
Hedstrand deltog i en kurs i emaljmåleri vid Domsjö emaljverkstad för Sture Wallentin Nilsson och deltog därefter i kurser vid Kyrkeruds folkhögskola men hon ansåg sig huvudsakligen vara autodidakt. Separat ställde hon ut på bland annat Lilla Galleriet i Stockholm, Galleri Nykvarn i Västerås och Galleri Fryksta station. Hon medverkade i samlingsutställningar med Värmlands konstförening på Värmlands museum, grafiktriennalen i Göteborg och Galleri Gripens jul- och sommarutställningar.
Bland hennes offentliga uppdrag märks Tempovaruhusets exteriör i Örnsköldsvik, Kamyr AB, KMW AB, Våxnäs servicehus, Löfbergs lila, Wermlandsbanken, Trygg Hansa, Televerket Radio, Lecab, Stadshypotek i Värmland, Kristinebergsskolan i Åmål, SIAB i Karlstad, Torsburgens förskola i Visby samt Järveds förskola i  Örnsköldsvik.
Hon tilldelades Värmlands konstförenings resestipendium 1993.
Anna Hedstrand är representerad vid Uppsala läns landsting, Västernorrlands läns landsting, Västerbottens läns landsting, och Värmlands läns landsting, Statens Konstråd, ett flertal kommuner och Värmlands museum.